# Pseudoarbejde
Pseudoarbejde: Hvordan vi fik travlt med at lave ingenting er en debatbog udgivet i 2018 og skrevet af filosof Anders Fogh Jensen og antropolog Dennis Nørmark. I bogen gør forfatterne sig til talsmænd for, at en betragtelig del af det arbejde, som udføres på såvel offentlige som private arbejdspladser, dybest set er spild af tid, fordi det er værdiløst, både for den enkelte medarbejder, for virksomheden og for samfundet, og dermed at betragte som pseudoarbejde. En anden vigtig tese i bogen er, at arbejde godt kan være unyttigt, selvom nogen vil betale for det.

## Baggrund
De to forfattere til debatbogen mødte hinanden for første gang 5. juli 2013 i programmet Deadline på DR2, hvor de diskuterede den svenske sociolog Roland Paulsens undersøgelse af arbejdsforhold blandt vidensarbejdere, konsulenter og kontorfolk. I undersøgelsen beskriver mange, at deres arbejde ikke er særlig konkret, meget vanskeligt at måle på og at de bruger en stor del af arbejdstiden på ikke at lave noget særligt.
I slutningen af 2016 fandt forfatterne sammen igen, og de satte sig nu for at undersøge Paulsens påstand nærmere, og opfandt under arbejdet med bogen ordet pseudoarbejde.
Konceptet om pseudoarbejde går i den international litteratur tilbage til den amerikanske professor David Graeber, der i 2013 udgav et meget omtalt essay om begrebet, her benævnt som Bullshit Jobs (en). I 2018 uddybede han endvidere sine tanker i bogen "Bullshit Jobs: A theory".

## Indhold
Problemet med pseudoarbejde er, at dygtige mennesker og hele afdelinger spilder deres tid med at fortælle, hvad de har tænkt sig at gøre, og hvad de er i gang med at gøre i stedet for bare at gøre det.
Bogens første del handler om, hvorfor den ugentlige arbejdstid ikke er faldet siden 1990, når den i det foregående århundrede jævnligt faldt, i Danmark fra 60 timer i 1900, over 56 timer i 1915, 48 timer i 1958, 40 timer i 1976 og til 37 timer i 1990. Siden er intet sket. Økonomen John Maynard Keynes forudsagde i en tale holdt i 1930, at den ugentlige arbejdstid pga teknologi og generel velstand i 2030 ville være faldet til 15 timer. USA's senat udgav i 1960-erne en rapport, som forudsagde, at en arbejdsuge på 14 timer ville være realistisk i år 2000.
Bogens anden del gengiver interviews med en række mennesker, overvejende anonyme, som i deres arbejde på den ene eller anden måde oplever, de spilder tiden. Der er marketingsdirektøren, hvis medarbejdere reelt kun var beskæftigede med at forberede julesalget, og som direktøren derfor måtte opfinde mere eller mindre ligegyldige opgaver til resten af året. Der er kommunikationsmedarbejderen som bruger en meget stor del af sin tid på at forudsige forskellige mulige fremtidige, men endnu ikke indtrufne, problemer mht investorer, kunder, potentielle kunder, medarbejdere, politikere og konkurrenter, og udarbejde handlings- og kriseplaner til imødegåelse af disse. Der er it-direktøren, i hvis firma der er firedages arbejdsuge, fordi undersøgelser viser, folk på kontor typisk bruger halvdelen af deres 37-timers uge på møder og mails, bl.a. fordi der meget sjældent på arbejdspladser er retningslinjer for, hvordan man håndterer sin Outlook.
Bogens tredje del indeholder anvisninger på, hvad man dels som medarbejder, leder og som samfund kan gøre for at komme pseudoarbejdet til livs. 

## Opfølgning
Vi har fået mere projektvelfærd. Mindre helt almindelig omsorgsvelfærd. […] Flere borgere oplever, at politiet ikke rykker ud. Eller at deres sager trækker i langdrag. […] Hvad er der sket? Nye opgaver er kommet til. Bandekriminalitet. Terror. Bombesprængninger. Grænsekontrol. Men er det hele forklaringen? Eller har pseudoarbejdet også her fået lov til at tage tid fra det rigtige arbejde? I dag er der mere end 1.900 ansatte i Rigspolitiet. Det er mere end dobbelt så mange som i hele Fyns politi. Mange ansat centralt. I stedet for ude hos borgerne. Kan vi ikke finde en bedre balance?
Formanden for Djøf Henning Thiesen har kritiseret bogen for at rette en "pseudokritik mod djøfere og administrative medarbejdere, der i realiteten står for en betydelig værdiskabelse i den offentlige sektor og i den private sektor".
Begrebet pseudoarbejde blev omtalt i den danske statsminister Mette Frederiksens åbningstale i oktober 2019.
Senere samme måned efterlyste dagbladet Politiken blandt sine læsere beretninger med eksempler på pseudoarbejde, både fra private og offentlige ansættelser.
I begyndelsen af 2021 udkom bogen i engelsk oversættelse.